# Who's Gonna Burn
Who's Gonna Burn är det svenska thrash metal-bandet Carnal Forges debutalbum. Det släpptes i september 1998 på Relapse Records i USA och på War Music i Europa. En remastrad version med nytt omslag gavs ut 2007 på Regain Records.

## Låtlista
1. "Who's Gonna Burn" – 2:53
2. "Sweet Bride" – 2:21
3. "Twisted" – 3:34
4. "Godzilla Is Coming Thru" – 3:02
5. "The Other Side" – 3:44
6. "Part Animal... Part Machine" – 2:25
7. "Born to Hate" – 2:13
8. "Evilizer" – 2:25
9. "Maggotman" – 3:18
10. "Confuzzed" – 3:12

## Medverkande
Musiker
- Jonas Kjellgren – sång
- Johan Magnusson – gitarr
- Dennis Vestman – basgitarr
- Stefan Westerberg – trummor
- Jari Kuusisto – gitarr

Bidragande musiker
- Tomen "The Omen" Airforce – skrik

Produktion
- Pelle Saether – producent, inspelningstekniker, mixning
- Wez Wenedikter – producent, mixning
- Lars Lindén – inspelningstekniker, mixning
- Staffan "Evil Ears" Olofsson – pre-mastering
- Stefan Westerberg – omslagskonst
- Jari Kuusisto – omslagskonst
- Segerfalk X – art direction